# Lundbysjön, Västmanland
Lundbysjön är en sjö i Köpings kommun i Västmanland och ingår i Norrströms huvudavrinningsområde. Sjön är 8,1 meter djup, har en yta på 1,1 kvadratkilometer och befinner sig 37 meter över havet. Sjön avvattnas av vattendraget Köpingsån (Vendbäcken). Vid provfiske har bland annat abborre, björkna, braxen och gers fångats i sjön.

## Delavrinningsområde
Lundbysjön ingår i det delavrinningsområde (661070-150523) som SMHI kallar för Utloppet av Lundbysjön. Medelhöjden är 69 meter över havet och ytan är 14,61 kvadratkilometer. Räknas de 4 avrinningsområdena uppströms in blir den ackumulerade arean 115,03 kvadratkilometer. Köpingsån (Vendbäcken) som avvattnar avrinningsområdet har biflödesordning 3, vilket innebär att vattnet flödar genom totalt 3 vattendrag innan det når havet efter 159 kilometer. Avrinningsområdet består mestadels av skog (73 procent) och jordbruk (12 procent). Avrinningsområdet har 1,1 kvadratkilometer vattenytor vilket ger det en sjöprocent på 7,5 procent.

## Fisk
Vid provfiske har följande fisk fångats i sjön:
- Abborre
- Björkna
- Braxen
- Gärs
- Gädda
- Gös
- Löja
- Mört
- Sarv